# Diocesi di Altava
La diocesi di Altava (in latino Dioecesis Altavensis) è una sede soppressa e sede titolare della Chiesa cattolica.

## Storia
Altava, corrispondente alla città di Ouled Mimoun (provincia di Tlemcen) nell'odierna Algeria, è un'antica sede episcopale della provincia romana della Mauritania Cesariense.
Unico vescovo conosciuto di questa diocesi africana è Avo, il cui nome appare al 10º posto nella lista dei vescovi della Mauritania Cesariense convocati a Cartagine dal re vandalo Unerico nel 484; Avo, come tutti gli altri vescovi cattolici africani, fu condannato all'esilio.
Numerosi sono gli epitaffi cristiani di Altava, il più antico dei quali risale al 302; tra questi quelli del presbitero Iulius Capsarius, del diacono Ecxuperantius Urbanus, della vergine Flavia Saturina. Un'iscrizione dedicatoria, databile al periodo 309/338, potrebbe riportare il nome di tre vescovi di Altava, Santo, Lucio Onorato e Tannonio Rufiniano; ma poiché è mutila, la sua interpretazione risulta difficoltosa, e comunque non univoca tra gli studiosi.
Dal 1933 Altava è annoverata tra le sedi vescovili titolari della Chiesa cattolica; dal 1º febbraio 2023 il vescovo titolare è Paolo Andreolli, S.X., vescovo ausiliare di Belém do Pará.

## Cronotassi

### Vescovi residenti
- Santo ? † (menzionato nel 309/338)
- Lucio Onorato ? † (menzionato nel 309/338)
- Tannonio Rufiniano ? † (menzionato nel 309/338)
- Avo † (menzionato nel 484)

### Vescovi titolari
- Ambrose Kelly, C.S.Sp. † (18 maggio 1937 - 18 aprile 1950 nominato arcivescovo di Freetown e Bo)
- José Varani † (27 agosto 1950 - 7 febbraio 1961 succeduto vescovo di Jaboticabal)
- Albert-Georges-Yves Malbois † (9 marzo 1961 - 9 ottobre 1966 nominato vescovo di Corbeil)
- Alfred Bertram Leverman † (7 settembre 1968 - 23 novembre 1970 dimesso)
- Pedro Casaldáliga Plá, C.M.F. † (27 agosto 1971 - 26 maggio 1978 dimesso)
- Adam Dyczkowski † (19 settembre 1978 - 17 luglio 1993 nominato vescovo di Zielona Góra-Gorzów)
- Reinaldo del Prette Lissot † (24 dicembre 1993 - 24 aprile 1997 nominato vescovo coadiutore di Maracay)
- Émile Jean Marie Henri Joseph Destombes, M.E.P. † (14 aprile 1997 - 28 gennaio 2016 deceduto)
- José Albuquerque de Araújo (16 marzo 2016 - 21 dicembre 2022 nominato vescovo di Parintins)
- Paolo Andreolli, S.X., dal 1º febbraio 2023